# Aeschrostoma marmorata
Aeschrostoma marmorata är en fjärilsart som beskrevs av W. Warren 1903. Aeschrostoma marmorata ingår i släktet Aeschrostoma och familjen mätare. Inga underarter finns listade i Catalogue of Life.